# Partido Socialista da Albânia
O Partido Socialista da Albânia (em albanês: Partia Socialiste e Shqipërisë; PSSh) é um partido político social-democrata de centro-esquerda da Albânia, fundado oficialmente em 13 de junho de 1991.
O PSSh é um membro associado do Partido Socialista Europeu (PES) e membro de fato da Internacional Socialista. Na política externa, tem posicionamentos amplamente pró-europeísta, atlantistas e pró-americanistas.

## História
O PSSh tem origem vinda pelo Partido do Trabalho da Albânia, na qual é considerado o sucessor legal do partido político hegemônico da extinta República Popular Socialista da Albânia.
Em 1997, a falência de um esquema financeiro fraudulento respaldado pelo Estado, que prometia lucros anuais de 300%, causa prejuízos à população. O PSSh então, lidera protestos contra o governo em Tirana. Nos confrontos, pelo menos 1500 pessoas morreram e 15000 procuraram refúgio na Itália. Nas antecipadas eleições parlamentares de 1997, a maioria dos deputados eleitos para o Parlamento da Albânia elegem o líder do partido Rexhep Mejdani para a presidência da Casa e Fatos Nano como primeiro-ministro. 
Durante o Conflito no Kosovo em 1998, um deputado do oposicionista Partido Democrático da Albânia (PDSh), é assassinado e Fatos Nano, ao ser acusado de envolvimento no caso, renuncia ao cargo. Com isso, assume em seu lugar Pandeli Majko. Na eleição parlamentar de 2005, o PSSh perde as eleições para o PDSh e passa a fazer oposição ao governo liberal de centro-direita liderado por Sali Berisha.
Liderado pelo atual primeiro-ministro Edi Rama, o PSSh retorna ao poder após a vitória na eleição parlamentar de 2013, onde obteve 41,4% dos votos válidos, conquistando uma maioria relativa ao eleger 65 deputados.
Na eleição parlamentar de 2017, o partido sagra-se novamente vencedor da disputa após obter 48,3% dos votos válidos, conquistando maioria absoluta no parlamento albanês ao eleger 74 deputados.
Na eleição parlamentar de 2021, o partido obtém sua terceira vitória eleitoral consecutiva, aumentando seus índices de votação para 48,7%, mantendo mesma maioria absoluta obtida na legislatura anterior (elegendo novamente os 74 deputados).

## Resultados eleitorais
| Data | CI. | Votos   | %            | +/-   | Deputados | +/-  | Status   |
| ---- | --- | ------- | ------------ | ----- | --------- | ---- | -------- |
| 1992 | 2.º | 433 602 | 23,7 / 100,0 | Novo  | 38 / 140  | Novo | Oposição |
| 1996 | 2.º | 355 402 | 20,4 / 100,0 | 3,3%  | 10 / 140  | 28   | Oposição |
| 1997 | 1.º | 413 369 | 31,6 / 100,0 | 11,2% | 101 / 155 | 91   | Governo  |
| 2001 | 1.º | 555 272 | 41,4 / 100,0 | 9,8%  | 73 / 140  | 28   | Governo  |
| 2005 | 2.º | 538 906 | 39,4 / 100,0 | 2,0%  | 42 / 140  | 31   | Oposição |
| 2009 | 1.º | 620 586 | 44,1 / 100,0 | 4,7%  | 65 / 140  | 23   | Oposição |
| 2013 | 1.º | 713 407 | 41,4 / 100,0 | 0,5%  | 65 / 140  | 0    | Governo  |
| 2017 | 1.º | 764 791 | 48,3 / 100,0 | 6,9%  | 74 / 140  | 9    | Governo  |
| 2021 | 1.º | 768 134 | 48,7 / 100,0 | 0,4%  | 74 / 140  | 0    | Governo  |